# Selela
Selela ist ein Verwaltungsbezirk (Ward) des Distrikts Monduli in der tansanischen Region Arusha.

## Geografie
Selela liegt im Norden von Tansania etwa 80 Kilometer westnordwestlich der Regionshauptstadt Arusha. Bei der Volkszählung 2022 lebten hier 14.275 Menschen in 3307 Haushalten.

## Gliederung
Der Bezirk besteht aus zwei Gemeinden (Mtaa) mit acht Orten (Kitongoji):
| Selela - Shuleni - Nadosoito - Bomba - Ndinyika - Ranch | Mbaash - Oltepesi - Iklorkor - Injoroi |

## Wirtschaft und Infrastruktur
- Gesundheit: Im Bezirk liegen zwei staatliche Apotheken, je eine in den Gemeinden Selela[6] und Mbaash.[7]